# Avenida Universitaria
La avenida Universitaria es una de las principales avenidas del área metropolitana de Lima, en Perú. Por su longitud, es la avenida más extensa de Lima Metropolitana, y se constituye como una importante vía de comunicación entre Lima Norte y el resto de la ciudad.
Se extiende de suroeste a norte, y luego, de este a noreste. Recorre los distritos de San Miguel, Pueblo Libre, Lima, Callao, San Martín de Porres, Los Olivos, Comas y Carabayllo, a lo largo de más de 30 kilómetros. Tiene la ciclovía más extensa de la capital; sin embargo, no la recorre en su totalidad. La ciclovía tiene una longitud de 14.6 kilómetros y recorre desde la avenida la Marina hasta la avenida Metropolitana. Asimismo, contiene parte del COSAC I del Metropolitano.
Tomó el nombre de Universitaria, debido a que la vía tiene como principal punto focal a la Ciudad Universitaria de la Universidad Nacional Mayor de San Marcos, cuyo campus, cruza y divide la avenida en dos secciones: norte y sur. A lo largo de esta vía, se ubican los campus de la Pontificia Universidad Católica del Perú, la Universidad de Ciencias y Humanidades y la Universidad Privada del Norte.

## Historia
Durante la gestión del alcalde, Ricardo Belmont, se inició la ampliación de la avenida Universitaria, en un tramo de aproximadamente 15 kilómetros hacia el norte.
En 2007, se inició la construcción de un paso a desnivel en la intersección con la avenida Venezuela, además de una vía con sentido de circulación de norte a sur, siendo esta última suspendida en 2011, así como la construcción de un anillo vial que abarcaba parte del campus de la Universidad Nacional Mayor de San Marcos. Las obras fueron criticadas y cuestionadas por el recorte de campus universitario, además de posibles daños a la huaca San Marcos. Es por ello, que actualmente, este tramo solo cuenta con una calzada de un sentido de circulación, de sur a norte.
En 2015, se pavimentó el tramo entre las avenidas Manco Cápac y Manuel Prado.
En febrero de 2021, la Municipalidad de Lima inició las obras de la ampliación norte del Metropolitano, que comprende la construcción de un corredor exclusivo en las avenidas Metropolitana y Universitaria. Asimismo, se inició la rehabilitación de la ciclovía de la avenida Universitaria, desde el cruce con la avenida Metropolitana, en el distrito de Comas, hasta el cruce con la avenida Antúnez de Mayolo, en el distrito de Los Olivos.

## Puente Bella Unión
El 23 de febrero de 2013 el puente Bella Unión sufrió un daño estructural debido al incremento del cauce del río Rímac por lo que se cerró temporalmente el tránsito vehicular. En agosto del mismo año se colocó un puente provisional de un solo carril.El 1 de enero del 2015, el alcalde de Lima Luis Castañeda Lossio anunció que la construcción se iniciaría en el mes de marzo, la cual contaría con seis carriles, dos ciclovías y veredas.El regidor de Solidaridad Nacional, Alfredo Saavedra, anunció que los expedientes de la obra se terminará en mayo del mismo año.El alcalde de Lima anunció que la construcción se iniciarían en junio, justificó el retraso debido al cumplimiento de trámites ante el Ministerio de Economía y Finanzas. El 23 de junio, la municipalidad advierte sobre el posible colapso del puente y acusó de no concluir la revisión del documento al MEF.Sin embargo, el MEF desmintió el comunicado informando que el 25 de mayo, la MML envió la opinión favorable para la ejecución del puente; el 28 de mayo, el MEF contesta y pide información; el 12 de junio, la municipalidad brinda la información, sin embargo, el 22 de junio pide la anulación de la información para emitir uno nuevo. El 13 de julio del 2015, se inicia la construcción del puente que demorará 18 meses.El gerente de Mantenimiento de Emape anunció que el puente estaría culminado en diciembre de 2016 y la construcción iniciaría entre marzo y abril del mismo año.Sin embargo, desde el mes de julio, la construcción está paralizada.
La construcción del puente forma parte del proyecto vial Línea Amarilla a cargo, desde el 2015, de Lamsac.

## Recorrido

### Distrito de San Miguel
Se inicia en el distrito de San Miguel, siguiendo el trazo en doble sentido del angosto jirón Leoncio Prado, el cual a su vez es la continuación del pasaje San Luis, que nace en la avenida Costanera, a solo 160 metros de la línea costera. En sus primeras cuadras, se encuentran numerosas urbanizaciones, como Paulo VI, Pando II etapa y Pando IV etapa. 

### Distrito de San Miguel / Distrito de Pueblo Libre
En el cruce con la avenida de La Marina, del lado izquierdo, se encuentra el centro comercial Plaza San Miguel, donde se ubican establecimientos comerciales como Ripley, Saga Falabella, París (hasta 2020) y Wong. Mientras tanto, en el lado derecho, la avenida pasa por el distrito de Pueblo Libre. Más adelante, del lado del distrito de San Miguel, se encuentra la Pontificia Universidad Católica del Perú. Es en el cruce con la avenida Mariano Cornejo, donde la avenida culmina el distrito de Pueblo Libre, y pasa por el distrito de Lima.

### Distrito de San Miguel / Distrito de Lima
Pasando el cruce con la avenida Mariano Cornejo, la vía sirve como límite entre los distritos de San Miguel y Lima. Asimismo, toma de nuevo su aspecto residencial, ubicándose en sus orillas, las urbanizaciones Pando II etapa y Pando VIII etapa hasta la cuadra 21.

### Distrito de Lima
En el cruce con la avenida Venezuela, la avenida se adentra enteramente en el distrito de Lima, a la vez que se ubican dos pasos a desnivel. En este punto, la vía llega a su principal punto focal: la Ciudad Universitaria de la Universidad Nacional Mayor de San Marcos, por lo cual es cortada por esta y se retoma a la altura de la puerta 4 de la Ciudad Universitaria. Antes de cruzar la avenida Colonial, se encuentra la cuadra 28, donde se aprecia que esta avenida tiene sus carriles vehiculares originales y se puede ver los dos puentes transversales. Luego de cruzar dicha avenida, se ingresa a zonas industriales y poco urbanizadas, entre las que se puede mencionar el asentamiento humano Villa Señor de los Milagros 1.ª etapa y el pueblo joven Mirones Bajo.

### Distrito de San Martín de Porres
Al llegar al puente Bella Unión, que cruza el río Rímac, la avenida ingresa al distrito de San Martín de Porres, en el cual los carriles de la avenida se hacen más angostos. Antes de llegar a las urbanizaciones Condevilla, Amaquella y San Germán, llega a las avenidas Morales Duárez, Perú, José Granda y Germán Aguirre. 

### Distrito de San Martín de Porres / Distrito de Los Olivos
Pasando la intersección con la avenida Tomás Valle, la vía sirve como límite entre los distritos de San Martín de Porres y Los Olivos. El aspecto de la avenida no cambia mucho a lo largo de varias cuadras, atravesando las urbanizaciones de El Pacífico y Covida, e interceptando las avenidas Angélica Gamarra, Santiago Antúnez de Mayolo, Carlos Izaguirre y Los Alisos. 

### Distrito de Los Olivos
Al pasar el cruce con la avenida Naranjal, la avenida se adentra totalmente en el distrito de Los Olivos, y al lado este del carril sur-norte se encuentra el Parque Zonal Lloque Yupanqui. A partir de este punto, la vía hace un giro hacia el este, y después de pasar por el asentamiento humano Laura Caller Iberico y la urbanización Villa Sol, pasa por debajo del paso a desnivel de la carretera Panamericana Norte, llegando al campus de la Universidad de Ciencias y Humanidades. Pasando el cruce con la avenida Gerardo Unger, la avenida ingresa al distrito de Comas y retoma su rumbo sur-norte original.

### Distrito de Comas
Al ingresar al distrito de Comas, la vía toma un tinte mitad comercial y mitad residencial, encontrándose numerosas academias preuniversitarias, tiendas, discotecas, hostales y mercados. Además de supermercados como Metro, en contraste con las viviendas de los vecinos de las urbanizaciones de El Parral, Santa Luzmila y El Retablo. Asimismo, en esta parte del recorrido,, entre los cruces con la avenida Jamaica y la avenida Los Incas, se encuentra el Parque Zonal Ecológico Sinchi Roca. La última localidad del distrito de Comas en la avenida, es la urbanización San Felipe, y termina metros más allá del cruce con la avenida del mismo nombre, tras la cual empieza el distrito de Carabayllo. 

### Distrito de Carabayllo
Al ingresar a este distrito, se encuentra una gran cantidad de urbanizaciones y asociaciones de vivienda, así como otras mismas que aún están en proyecto de construcción. La avenida Universitaria está asfaltada hasta el cruce con la avenida Periurbana, en las afueras de la ciudad, y a 600 metros de la avenida Túpac Amaru.